# Fadwa Tuqan
Fadwa Tuqan (àrab: فدوى طوقان, Fadwà Ṭūqān) (Nablus, 1 de març de 1917 - 12 de desembre de 2003) va ser una poetessa palestina, coneguda al món àrab com la «Poetessa de Palestina». Va ser una de les poques veus femenines en la poesia palestina.
D'entrada escrivia poesia tradicional, però amb el pas del temps es va convertir en una de les pioneres del vers lliure en la poesia àrab que inicià la iraquiana Nazik Al Malaika amb Còlera (1947), sumant-se al primer grup de dones del món àrab que a mitjans del segle xx van començar a escriure poesia. En els seus primers escrits Tuqan i en l'autobiografia que publicaria més tard Tuqan parla de la seva lluita personal com a dona en la societat àrab. A partir de 1967 amb l'ocupació dels territoris palestins després de la Guerra dels Sis Dies la seva obra es va decantar sobretot per la poesia patriòtica i nacionalista. La seva feina va ser reconeguda amb diversos premis internacionals.

## Biografia
Va néixer al si d'una família d'intel·lectuals i polítics que va governar Nablus als segles xviii i xix. El seu germà gran, Ahmad Toukan, va ser el primer ministre de Jordània en 1970. A la seva autobiografía «Viatge muntanyenc» (1985), Fadwa Tuqan relata les dificultats viscudes durant la seva infantesa i adolescència tancada en la rigidesa de les regles familiars: «La meva història és la lluita d'una llavor en un sòl rocós i dur. És la història d'una lluita contra la sequera i la roca. Explica que el seu temps va ser «de servitud» i el seu espai «una presó domèstica». El desenvolupament de la seva vocació poètica i l'ajuda del seu germà la van ajudar a trobar la llibertat personal.
Un altre dels seus germans, el poeta i professor de literatura àrab Ibrahim Tuqan, li va ensenyar la base de la poesia àrab. D'entrada escrivia poesia tradicional, però amb el pas del temps es va convertir en una de les pioneres en l'ús del vers lliure en la poesia àrab. La relació amb el seu germà Ibrahim i la seva mort prematura el 1948 durant la creació de l'estat d'Israel la va marcar especialment i la va empènyer a implicar-se activament en política als anys cinquanta. Entre 1962 i 1964 va estudiar llengua i literatura anglesa a la Universitat d'Oxford al Regne Unit i més endavant va viatjar per tot Europa. Després de la Guerra dels Sis Dies el 1967 i l'annexió de Cisjordània i Gaza la seva poesia passa a ser més nacionalista. En el seu compromís polític Tuqan es va convertir en una de les mediadores en les converses entre el Ministre Israelià de Defensa Moshe Dayan i l'antic president d'Egipte Gamal Abdel Nasser.
Al segon volum de les seves memòries Tuqan explica els patiments i esperances per una pau duradera i parla dels seus amics palestins i israelians i de la comprensió i del suport que li han transmès. A Nablús va fundar un centre d'investigació sobre la situació de les dones. Durant les últimes dècades Fadwa va viure a la seva ciutat natal. Va morir a l'hospital la nit de divendres 12 de desembre de 2003 després d'haver patit un vessament cerebral. El poema «Wahsha: Moustalhama min Qanoon al Jathibiya» (Anhel: inspirat en la llei de la gravetat) va ser un dels últims que va escriure durant el llarg període que va passar allitada.

## Obra
Fadwa Tuqan recull el testimoni de la poetessa iraquiana Názik Al-Malaika, que obre la porta a la poesia femenina àrab a mitjan segle XX amb el seu poema «Còlera» (1947), al qual trenca amb el cànon de la poesia àrab clàssica mitjançant la introducció del vers lliure.
Als seus primers escrits Tuqan parla de la seva lluita personal com a dona en la societat àrab, una qüestió que també tracta en la seva autobiografia. Tracta temes clàssics del romanticisme: la naturalesa, l'amor, la solitud, la tristesa, en un estil refinat, delicat i ple de sensibilitat. Entre altres poemes hi ha «El meu germà Ibrahim» (1948) i «Sola amb els dies» (1952). Després de la derrota del 1967 la seva poesia s'orienta més a temes nacionalistes. La seva poesia reflecteix diferents aspectes de la vida palestina. El 1985 publica la seva autobiografia Viatge muntanyenc, traduïda a l'anglès el 1990. Alguns dels seus altres poemes són «Autorretrat» i «Màrtirs de la Intifada». El 1960 publica les col·leccions de poesia Give Us Love, Before The Closed Door i Daily Nightmares (en àrab a l'original i traduïdes a l'anglès el 1988). A partir de 1967 va començar a escriure poemes patriòtics com: «Paraules a la meva Pàtria», «Cançonetes per les forces d'assalt», «La llibertat del poble», «Les forces d'assalt i la terra». El poema «Les forces d'assalt i la terra», de tres estrofes, està inspirat en la desaparició de les forces d'assalt Mazin Abu-Gazala als turons de Tubàs en una batalla que va tenir lloc als darreres dies de setembre del 1967.
El seu estil evoluciona des de la poesia tradicional, però amb el pas del temps es converteix en una de les pioneres en l'ús del vers lliure en la poesia àrab. Però a partir de 1967, en la seva obra de contingut nacionalista, Tuqan tornar al cànon tradicional.S'ha descrit Tuqan com una de les tres grans poetesses àrabs modernes, com la iraquiana Nazik Al-Malaika i la jordano-palestina Salma Jayyusi. Jayyusi escriu sobre Tuqan que «va ser una de les primeres poetesses que treballen per assolir la veracitat emocional, i va assentar les bases per a l'exploració femenina sobre l'amor i la protesta social». El poeta nacional palestí, Mahmoud Darwish, la va anomenar «la mare de la poesia palestina».

## Premis i reconeixemens
Considerada la principal poetessa de Palestina, ha rebut diversos premis.
- Premi Internacional de Poesia de Palerm, Itàlia,
- 1990 Premi de Jerusalem de Cultura i Arts atorgat per la OLP
- 1990 Premi d'Emirats Àrabs Units
- 1996 Premi Honorífic de Palestina per Poesia[2]

## Publicacions
Ha publicat diversos poemaris:
- Sola amb els dies, 1952
- L'he trobada, 1957
- Doneu-nos amor, 1960
- Davant de la porta tancada, 1967
- La força d'assalt i la terra, 1968
- La nit i els genets, 1969
- Sola al cim d'aquest món, 1974

- El meu germà Ibrahim, 1946.[7]

## Documental
El 1999 la història de Fadwa Tuqan va ser el tema d'una pel·lícula documental dirigida per l'escriptora i cineasta Liana Badr: Fadwa: A Tale of a Palestinian Poetess. 52 min